# Paul-Ausserleitner-Schanze

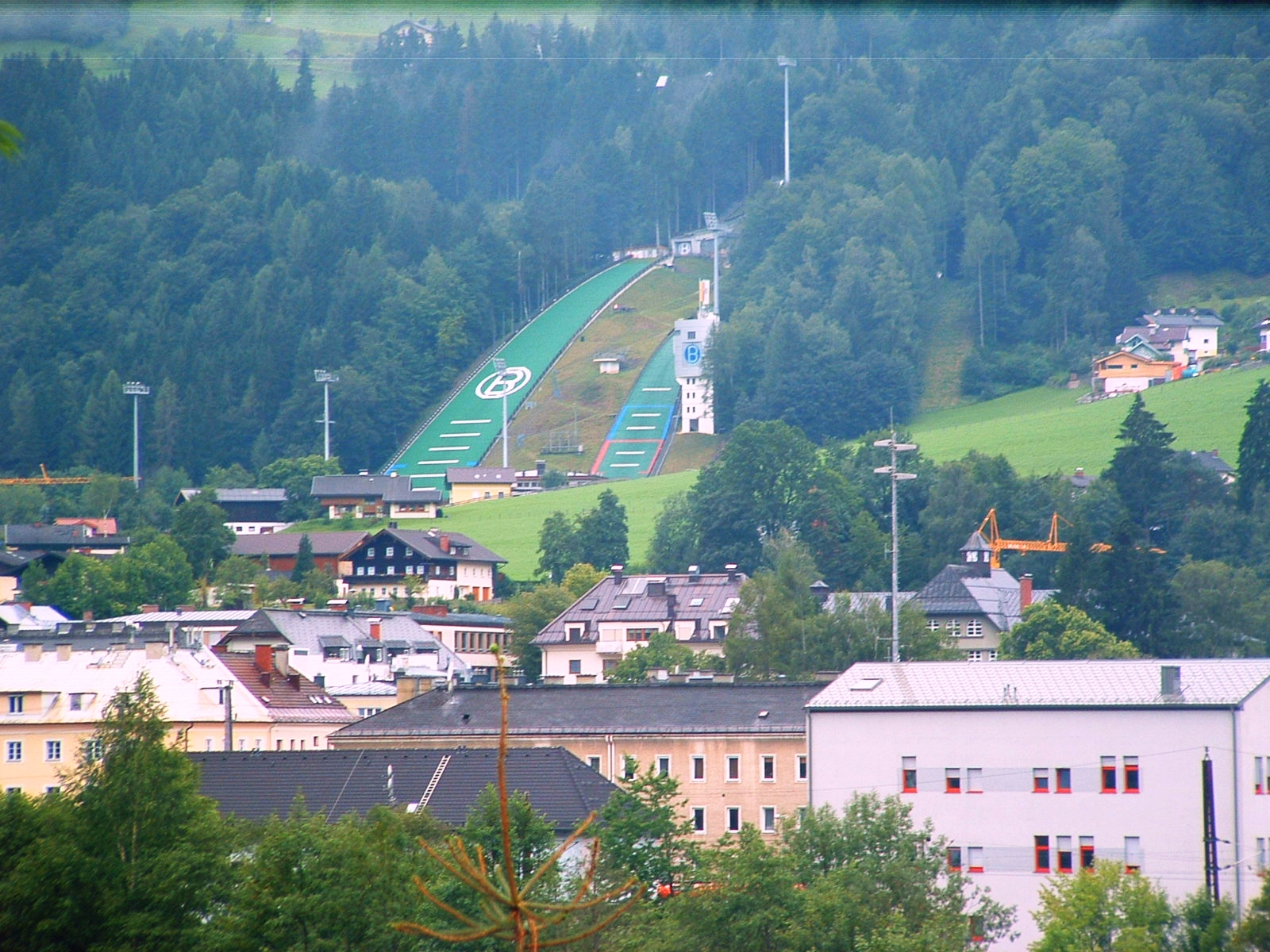
Můstek Paul-Ausserleitner-Schanze

Paul-Ausserleitner-Schanze je můstek určený pro skoky na lyžích nacházející se v rakouském Bischofshofenu. Každoročně se zde pořádá závěrečný závod slavného turné čtyř můstků, tento můstek je ze všech čtyř největší. Nese jméno rakouského skokana Paula Ausserleitnera, který zde měl 5. ledna 1952 velmi těžký pád, následkům zranění nakonec o čtyři dny později podlehl.
Můstek se svými parametry řadí mezi tzv. velké můstky, jeho konstrukční bod je K-125, jeho hill size, tedy místo, kde se lomí hrana či poslední bezpečná vzdálenost dopadu činí 140 m. Rekord můstku měří 147,0 m a jeho držitelem je rakouský skokan Andreas Koffler. Samotný můstek je typický svým velice protáhlým tvarem.

## Technická data
- Konstrukční bod: 120 m
- Velikost můstku: 140 m
- Rekord můstku: 145,0 m, Gregor Schlierenzauer (2008)
- Celková výška: 132,5 m
- Výška věže: 52 m
- Délka nájezdu: 125 m
- Výška odrazu: 4,5 m
- Obvyklá nájezdová rychlost: 93,0-96,0 km/h